# برانکور له گراند
برانکور له گراند (به فرانسوی: Brancourt-le-Grand) یک کمون (فرانسه) در فرانسه است که در ان (ا-دو-فرانس) واقع شده‌است. برانکور له گراند ۱۳٫۱۴ کیلومتر مربع مساحت دارد ۱۲۶ متر بالاتر از سطح دریا واقع شده‌است.